# 潘益達
潘益達（？—？），字逵夫，陝西鳳翔縣人。明朝官員，同進士出身。
崇禎三年庚午科舉人，四年（1631年）联捷辛未科三甲第七十一名進士。丁忧归乡，七年授官宁晋县知县，九年调北直隸清苑縣（今河北省清苑縣）知縣。